# 顾竹君
顾竹君（1961年—），女，上海人，中国滑稽戏演员，上海滑稽剧团一级演员。以擅长唱而为上海的观众所熟知。

## 家庭
顾竹君的丈夫为滑稽演员陈健，而其前夫也是同为滑稽演员的龚仁龙。